# Stanik (strój ludowy)

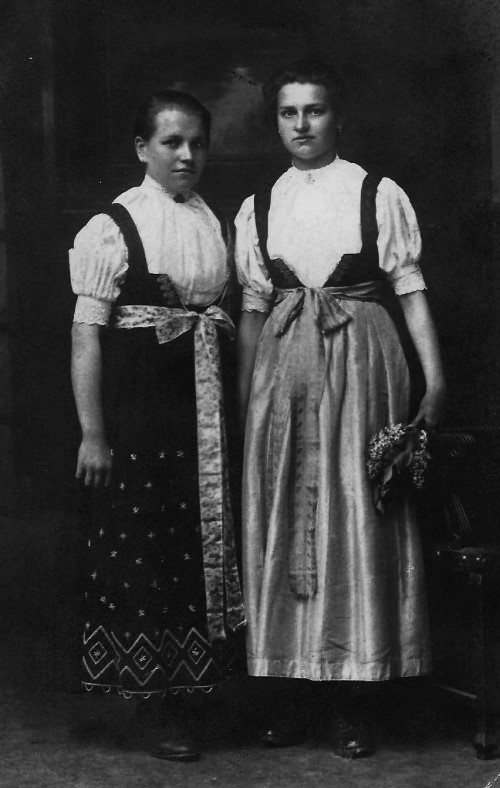
Staniki (żywotki) w stroju cieszyńskim

Stanik – element europejskiego stroju kobiecego, w tym ludowego. Krótki typ odzieży wierzchniej na szelkach, z większym lub mniejszym dekoltem, samodzielnej bądź zszytej ze spódnicą.